# Горобець рудоголовий
Горобець рудоголовий (Passer castanopterus) — вид горобцеподібних птахів родини горобцевих (Passeridae).

## Поширення
Вид поширений в Східній Африці (Сомалі, Джибуті, Ефіопії і Кенії). Природними середовищами існування є субтропічні або тропічні трав'янисті степи, чагарники і поля.

## Підвиди
- P. c. castanopterus Blyth, 1855 — Джибуті, Сомалі та східна Ефіопія;
- P. c. fulgens Friedmann, 1931 — південь Ефіопії і північ Кенії.